# Floride orientale

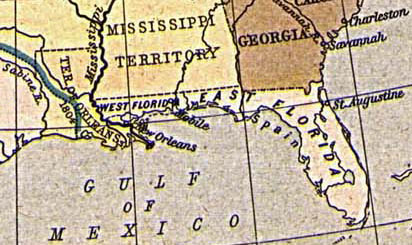
Carte des Florides Orientale et Occidentale de 1810.

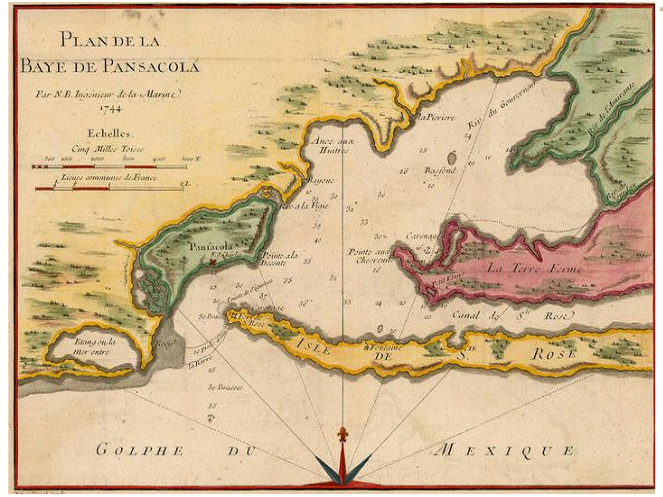
Carte de la baie de Pensacola fermée par l'île de Santa Rosa (en 1744).

La Floride orientale (en anglais : East Florida) faisait à l'origine partie de la Floride espagnole. Selon les termes du traité de Paris de 1763, qui mit fin à la guerre de Sept Ans, l'Espagne cédait tout le territoire situé à l'est et au sud-est du Mississippi au royaume de Grande-Bretagne. La limite occidentale était le fleuve Perdido au-delà duquel commençait le vaste territoire de la Louisiane française.
Les Britanniques, par la proclamation royale de 1763, divisèrent le territoire en deux parties, la Floride Orientale, avec comme capitale Saint Augustine, et la Floride occidentale (en anglais : West Florida), avec comme capitale Pensacola. 

## Histoire
En 1719, les Français réussirent à prendre Pensacola. Ils conservèrent Pensacola officiellement jusqu'en 1722, mais n'abandonnèrent définitivement le lieu qu'en 1726.

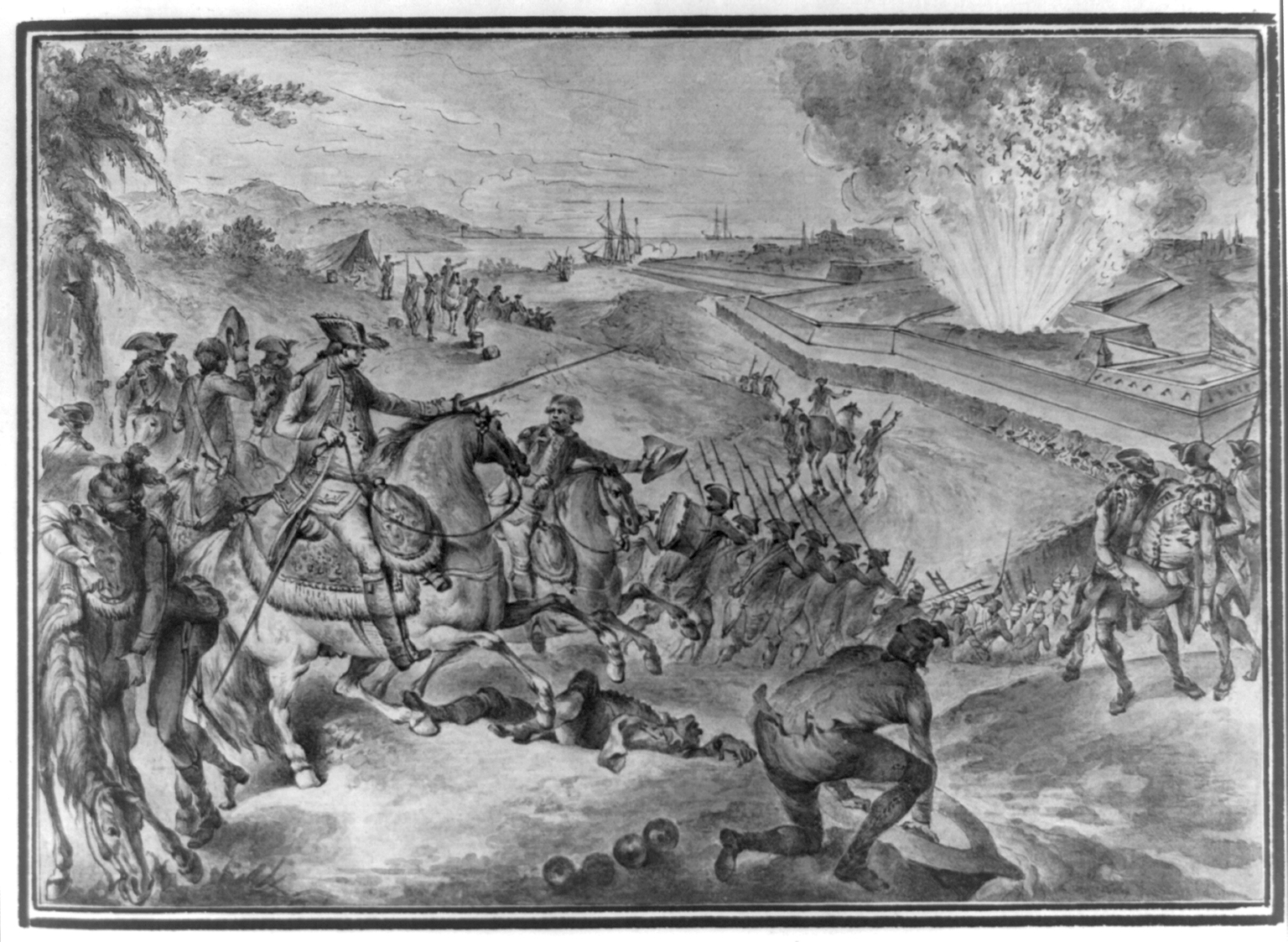
Prise de Pensacola gravure de Nicolas Ponce (1784).

Lors de la guerre d'indépendance des États-Unis, les deux Florides restèrent loyales à la Grande-Bretagne. L'Espagne participa indirectement à la guerre, en tant qu'allié de la France, en prenant Pensacola aux Britanniques, le 9 mai 1781. Par le traité de Paris de 1783, qui mit fin à la guerre d'indépendance, les Britanniques cèdent à leur tour les Florides à l'Espagne.

### Invasion
L'Espagne offrant des conditions avantageuses à l'acquisition de terres en Floride, elle attira un nombre important de colons provenant des tout jeunes États-Unis. Il y eut plusieurs disputes territoriales entre les Américains et l'Espagne, dont quelques-unes se soldèrent par des opérations militaires. Une armée américaine, commandée par Andrew Jackson, envahit la Floride orientale lors de la première guerre séminole. Les troupes prirent Saint Marks le 7 avril 1818 puis Pensacola le 24 mai de la même année.

### Traité
Le secrétaire d'État John Quincy Adams définit la position américaine concernant cette invasion, comme due à l'incapacité de l'Espagne de contrôler les Séminoles, rompant ainsi les termes du traité de Madrid de 1795. L'Espagne, face à l'impossibilité matérielle d'assumer ses devoirs gouvernementaux et militaires sur la Floride (étant devenu indépendant), la céda aux États-Unis par le traité d'Adams-Onís, signé en 1819 et ratifié en 1821.
En 1822, le Congrès des États-Unis établit le territoire de Floride et en 1845, la Floride fut admise en tant que 27e État.

## Gouverneurs

### Période britannique
- John Hedges (1763)
- Francis Ogilvie (1763-1764)
- James Grant (1764-1771)
- John Moultrie (1771-1774)
- Patrick Tonyn (1774-1784)

### Période espagnole
- Vicente Manuel de Céspedes (1784-1790)
- Juan Nepomuceno de Quesada (1790-1796)
- Bartolomé Morales (1796)
- Enrique White (1796-1811)
- Juan José de Estrada (1811-1812)
- Sebastián Kindelán y O'Regan (1812-1815)
- Juan José de Estrada (1815-1816)
- José María Coppinger (1816-1821)

## Sources
- James G Cusick, The other War of 1812 : the Patriot War and the American invasion of Spanish East Florida,  (ISBN 978-0-8130-2648-0)
- John Missall, Mary Lou Missall, The Seminole Wars: America's Longest Indian Conflict. University Press of Florida 2004. (OCLC 54005595)
- Charles Loch Mowat, East Florida as a British province, 1763-1784, Gainesville, University of Florida Press, 1964. (OCLC 1214886)